# Cheiridium hartmanni
Cheiridium hartmanni es una especie extinta de arácnido del orden Pseudoscorpionida de la familia Cheiridiidae.

## Distribución geográfica
Se encontraba en el Ámbar báltico.